# ジャーバージャ
「ジャーバージャ」（ja-ba-ja）は、日本の女性アイドルグループ・AKB48の楽曲。作詞は秋元康、作曲はAkira Sunsetと遠藤ナオキが担当した。2018年3月14日にAKB48のメジャー51作目のシングルとしてキングレコードから発売された。楽曲のセンターポジションは岡田奈々が務めた。

## 背景とリリース
前作『11月のアンクレット』から4か月ぶりで2018年1作目のシングル。Type A、Type B、Type C、Type D、Type Eのそれぞれ通常盤と初回限定盤のほか、劇場盤の計11形態で発売された。音楽配信におけるリリースについては、CDと同日に開始されたのは表題曲「ジャーバージャ」のみで、カップリング曲は2週間後の3月28日開始となっている。
2018年1月20日にTOKYO DOME CITY HALLで開催された『AKB48グループ リクエストアワー セットリストベスト100 2018』最終公演で選抜メンバーおよびセンターポジションが発表された。選抜メンバーの人数は前作より1人少ない27人で、岡田奈々がシングル表題曲において初のセンターポジションを務めるほか、太田夢莉（NMB48）、倉野尾成美、馬嘉伶、村山彩希の4人がAKB48のシングルにおいて初選抜。込山榛香が『願いごとの持ち腐れ』以来、10か月（3作）ぶりの選抜復帰となった。前作のメンバーのうち、グループを卒業した渡辺麻友のほか、北原里英、兒玉遥（HKT48）、峯岸みなみ、山本彩加（NMB48）、吉田朱里（NMB48）の5人が選抜から外れた。
また、太田夢莉（NMB48）にとっては、最初で最後のAKB48のシングル選抜入り表題曲となり、入山杏奈にとっては、この作品が最後のAKB48のシングル選抜入り表題曲となった。
2018年2月22日に放送された『AKB48のオールナイトニッポン』において、楽曲タイトルの初公開とともに音源が解禁された。
「ジャーバージャ」とは特に意味のない造語であり、楽曲はソウル・トレイン的なミディアムダンスナンバーとなっており、振付はCRE8BOYが担当した。
カップリングには、日本国内各姉妹グループの新曲、AKB48若手選抜による「Position」、坂道AKBの第2弾となる「国境のない時代」、まちゃりんと仲間たち。による「友達ができた」が収録されている。「国境のない時代」は、2018年7月7日放送の『THE MUSIC DAY 2018 伝えたい歌』（日本テレビ系列）においてテレビ初披露された。

## アートワーク
| Type A（初回限定盤） | 入山杏奈、岡田奈々、岡部麟、村山彩希、横山由依             |
| Type A（通常盤）     | 入山杏奈、岡田奈々、横山由依                               |
| Type B（初回限定盤） | 荻野由佳、柏木由紀、込山榛香、指原莉乃、田中美久           |
| Type B（通常盤）     | 荻野由佳、柏木由紀、指原莉乃                               |
| Type C（初回限定盤） | 小嶋真子、須田亜香里、馬嘉伶、向井地美音、山本彩           |
| Type C（通常盤）     | 須田亜香里、向井地美音、山本彩                             |
| Type D（初回限定盤） | 倉野尾成美、白間美瑠、高橋朱里、瀧野由美子、松井珠理奈     |
| Type D（通常盤）     | 白間美瑠、高橋朱里、松井珠理奈                             |
| Type E（初回限定盤） | 小栗有以、小畑優奈、加藤玲奈、中井りか、松岡はな、宮脇咲良 |
| Type E（通常盤）     | 小栗有以、加藤玲奈、中井りか、宮脇咲良                     |
| 劇場盤               | 岡田奈々                                                   |

アーティスト写真およびジャケット写真では、選抜メンバーはビビッドで春らしい衣装を身にまとっている。デザインはミュージック・ビデオ（MV）の監督も務めたYKBXによるもので、MVともリンクしたものになっている。

## チャート成績
初週で111万5843枚を売り上げ、3月26日付けのオリコン週間シングルランキングで1位。歴代1位記録「シングルミリオン達成作品数」を32作連続通算33作に更新した。

## ミュージック・ビデオ
ジャーバージャ
「ジャーバージャ」のMVは、とある学園を舞台に、楽曲の持つ狂騒感をメンバーたちが春の学園祭の準備にいそしむ姿で表現している。学園祭のパレードシーンでは、メンバーはAKB48史上ナンバーワンともいえる派手な衣装で歌い踊り、桜の花びらを詰めたロケットの祝砲が放たれる。MVは伊東市役所、伊東オレンジビーチなど、静岡県伊東市の各所で撮影された。監督はYKBXが担当した。
国境のない時代
「国境のない時代」のMVは、撮影当日に6時間を超える振り入れを行い、AKB48グループ、乃木坂46、欅坂46という3グループの特色を最大限に生かす構成となった。冒頭にはAKB48「桜の花びらたち」「恋するフォーチュンクッキー」、乃木坂46「制服のマネキン」、欅坂46「世界には愛しかない」の振りが取り入れられている。監督は東市篤憲、振付はTAKAHIROが担当した。

## メディアでの使用
ペダルと車輪と来た道と
- LPGA ステップ・アップ・ツアー特別競技「日台交流うどん県レディースゴルフトーナメント」大会応援ソング

## シングル収録トラック

### Type A
「初回限定盤」と「通常盤」の2種類が存在するが、収録トラックは同一である。
| #         | タイトル                                      | 作詞      | 作曲                     | 編曲           | 時間  |
| --------- | --------------------------------------------- | --------- | ------------------------ | -------------- | ----- |
| 1.        | 「ジャーバージャ」                            | 秋元康    | Akira Sunset、遠藤ナオキ | APAZZI         | 4:17  |
| 2.        | 「ペダルと車輪と来た道と」(STU48)             | 秋元康    | GRP                      | 野中“まさ”雄一 | 3:30  |
| 3.        | 「愛の喪明け」(SKE48)                         | 秋元康    | シライシ紗トリ           | シライシ紗トリ | 4:53  |
| 4.        | 「ジャーバージャ（off vocal ver.）」          |           | Akira Sunset、遠藤ナオキ | APAZZI         | 4:17  |
| 5.        | 「ペダルと車輪と来た道と（ off vocal ver.）」 |           | GRP                      | 野中“まさ”雄一 | 3:30  |
| 6.        | 「愛の喪明け（off vocal ver.）」              |           | シライシ紗トリ           | シライシ紗トリ | 4:50  |
| 合計時間: | 合計時間:                                     | 合計時間: | 合計時間:                | 合計時間:      | 25:17 |

| #  | タイトル                               | 作詞 | 作曲・編曲 | 監督     |
| -- | -------------------------------------- | ---- | ---------- | -------- |
| 1. | 「ジャーバージャ Music Video」         |      |            | YKBX     |
| 2. | 「ペダルと車輪と来た道と Music Video」 |      |            | 大野敏嗣 |
| 3. | 「愛の喪明け Music Video」             |      |            | 園田俊郎 |

### Type B
「初回限定盤」と「通常盤」の2種類が存在するが、収録トラックは同一である。
| #         | タイトル                                     | 作詞      | 作曲                     | 編曲           | 時間  |
| --------- | -------------------------------------------- | --------- | ------------------------ | -------------- | ----- |
| 1.        | 「ジャーバージャ」                           | 秋元康    | Akira Sunset、遠藤ナオキ | APAZZI         | 4:17  |
| 2.        | 「ペダルと車輪と来た道と」(STU48)            | 秋元康    | GRP                      | 野中“まさ”雄一 | 3:30  |
| 3.        | 「下手を打つ」(NMB48)                        | 秋元康    | 前迫潤哉、林武蔵         | 林武蔵         | 4:22  |
| 4.        | 「ジャーバージャ（off vocal ver.）」         |           | Akira Sunset、遠藤ナオキ | APAZZI         | 4:17  |
| 5.        | 「ペダルと車輪と来た道と（off vocal ver.）」 |           | GRP                      | 野中“まさ”雄一 | 3:30  |
| 6.        | 「下手を打つ（off vocal ver.）」             |           | 前迫潤哉、林武蔵         | 林武蔵         | 4:19  |
| 合計時間: | 合計時間:                                    | 合計時間: | 合計時間:                | 合計時間:      | 24:16 |

| #  | タイトル                               | 作詞 | 作曲・編曲 | 監督     |
| -- | -------------------------------------- | ---- | ---------- | -------- |
| 1. | 「ジャーバージャ Music Video」         |      |            | YKBX     |
| 2. | 「ペダルと車輪と来た道と Music Video」 |      |            | 大野敏嗣 |
| 3. | 「下手を打つ Music Video」             |      |            | 工藤伸一 |

### Type C
「初回限定盤」と「通常盤」の2種類が存在するが、収録トラックは同一である。
| #         | タイトル                                     | 作詞      | 作曲                     | 編曲           | 時間  |
| --------- | -------------------------------------------- | --------- | ------------------------ | -------------- | ----- |
| 1.        | 「ジャーバージャ」                           | 秋元康    | Akira Sunset、遠藤ナオキ | APAZZI         | 4:17  |
| 2.        | 「ペダルと車輪と来た道と」(STU48)            | 秋元康    | GRP                      | 野中“まさ”雄一 | 3:30  |
| 3.        | 「ぶっ倒れるまで」(HKT48)                    | 秋元康    | バグベア                 | 野中“まさ”雄一 | 4:08  |
| 4.        | 「ジャーバージャ（off vocal ver.）」         |           | Akira Sunset、遠藤ナオキ | APAZZI         | 4:17  |
| 5.        | 「ペダルと車輪と来た道と（off vocal ver.）」 |           | GRP                      | 野中“まさ”雄一 | 3:30  |
| 6.        | 「ぶっ倒れるまで（off vocal ver.）」         |           | バグベア                 | 野中“まさ”雄一 | 4:07  |
| 合計時間: | 合計時間:                                    | 合計時間: | 合計時間:                | 合計時間:      | 23:47 |

| #  | タイトル                               | 作詞 | 作曲・編曲 | 監督     |
| -- | -------------------------------------- | ---- | ---------- | -------- |
| 1. | 「ジャーバージャ Music Video」         |      |            | YKBX     |
| 2. | 「ペダルと車輪と来た道と Music Video」 |      |            | 大野敏嗣 |
| 3. | 「ぶっ倒れるまで Music Video」         |      |            | ZUMI     |

### Type D
「初回限定盤」と「通常盤」の2種類が存在するが、収録トラックは同一である。
| #         | タイトル                               | 作詞      | 作曲                     | 編曲      | 時間  |
| --------- | -------------------------------------- | --------- | ------------------------ | --------- | ----- |
| 1.        | 「ジャーバージャ」                     | 秋元康    | Akira Sunset、遠藤ナオキ | APAZZI    | 4:17  |
| 2.        | 「Position」(AKB48若手選抜)            | 秋元康    | 青木康平                 | 青木康平  | 4:53  |
| 3.        | 「友達でいましょう」(NGT48)            | 秋元康    | 和泉一弥、Itoh↗kun.      | 立山秋航  | 4:04  |
| 4.        | 「ジャーバージャ（off vocal ver.）」   |           | Akira Sunset、遠藤ナオキ | APAZZI    | 4:17  |
| 5.        | 「Position（off vocal ver.）」         |           | 青木康平                 | 青木康平  | 4:53  |
| 6.        | 「友達でいましょう（off vocal ver.）」 |           | 和泉一弥、Itoh↗kun.      | 立山秋航  | 4:03  |
| 合計時間: | 合計時間:                              | 合計時間: | 合計時間:                | 合計時間: | 26:27 |

| #  | タイトル                         | 作詞 | 作曲・編曲 | 監督     |
| -- | -------------------------------- | ---- | ---------- | -------- |
| 1. | 「ジャーバージャ Music Video」   |      |            | YKBX     |
| 2. | 「Position Music Video」         |      |            | 中村太洸 |
| 3. | 「友達でいましょう Music Video」 |      |            | 瀬里義治 |

### Type E
「初回限定盤」と「通常盤」の2種類が存在するが、収録トラックは同一である。
| #         | タイトル                             | 作詞      | 作曲                     | 編曲      | 時間  |
| --------- | ------------------------------------ | --------- | ------------------------ | --------- | ----- |
| 1.        | 「ジャーバージャ」                   | 秋元康    | Akira Sunset、遠藤ナオキ | APAZZI    | 4:17  |
| 2.        | 「Position」(AKB48若手選抜)          | 秋元康    | 青木康平                 | 青木康平  | 4:53  |
| 3.        | 「国境のない時代」(坂道AKB)          | 秋元康    | Yo-Hey                   | Yo-Hey    | 5:09  |
| 4.        | 「ジャーバージャ（off vocal ver.）」 |           | Akira Sunset、遠藤ナオキ | APAZZI    | 4:17  |
| 5.        | 「Position（off vocal ver.）」       |           | 青木康平                 | 青木康平  | 4:53  |
| 6.        | 「国境のない時代（off vocal ver.）」 |           | Yo-Hey                   | Yo-Hey    | 5:07  |
| 合計時間: | 合計時間:                            | 合計時間: | 合計時間:                | 合計時間: | 28:39 |

| #  | タイトル                       | 作詞 | 作曲・編曲 | 監督     |
| -- | ------------------------------ | ---- | ---------- | -------- |
| 1. | 「ジャーバージャ Music Video」 |      |            | YKBX     |
| 2. | 「Position Music Video」       |      |            | 中村太洸 |
| 3. | 「国境のない時代 Music Video」 |      |            | 東市篤憲 |

### 劇場盤
| #         | タイトル                                     | 作詞      | 作曲                     | 編曲           | 時間  |
| --------- | -------------------------------------------- | --------- | ------------------------ | -------------- | ----- |
| 1.        | 「ジャーバージャ」                           | 秋元康    | Akira Sunset、遠藤ナオキ | APAZZI         | 4:17  |
| 2.        | 「ペダルと車輪と来た道と」(STU48)            | 秋元康    | GRP                      | 野中“まさ”雄一 | 3:30  |
| 3.        | 「友達ができた」(まちゃりんと仲間たち。)     | 秋元康    | 田中明仁                 | APAZZI         | 4:43  |
| 4.        | 「ジャーバージャ（off vocal ver.）」         |           | Akira Sunset、遠藤ナオキ | APAZZI         | 4:17  |
| 5.        | 「ペダルと車輪と来た道と（off vocal ver.）」 |           | GRP                      | 野中“まさ”雄一 | 3:30  |
| 6.        | 「友達ができた（off vocal ver.）」           |           | 田中明仁                 | APAZZI         | 4:42  |
| 合計時間: | 合計時間:                                    | 合計時間: | 合計時間:                | 合計時間:      | 24:59 |

## 選抜メンバー
- 入山杏奈
- 太田夢莉 [注釈 5]
- 岡田奈々 [注釈 6]
- 岡部麟
- 荻野由佳 [注釈 7]
- 小栗有以
- 小畑優奈 [注釈 8]
- 柏木由紀 [注釈 9]
- 加藤玲奈
- 倉野尾成美
- 小嶋真子
- 込山榛香
- 指原莉乃 [注釈 10]
- 白間美瑠 [注釈 11]
- 須田亜香里 [注釈 8]
- 高橋朱里
- 瀧野由美子 [注釈 12]
- 田中美久 [注釈 10]
- 中井りか [注釈 7]
- 馬嘉伶
- 松井珠理奈 [注釈 8]
- 松岡はな [注釈 10]
- 宮脇咲良 [注釈 13]
- 向井地美音
- 村山彩希
- 山本彩 [注釈 5]
- 横山由依